# Parafia św. Wita w Uniejowie-Parceli
Parafia Świętego Wita w Uniejowie-Parceli — parafia rzymskokatolicka, znajdująca się w diecezji kieleckiej, w dekanacie żarnowieckim.